# 通禮院
通禮院為朝鮮王朝的正三品衙門，隸屬禮曹，負責朝鮮大禮的進行，官職雖然不大，但責任很重。

通禮院原本為“通禮門”於世祖十二年（1466年）一月更稱“通禮院”，其官職也一併修改。成宗六年(1475年)十二月，成宗傳旨吏曹，只要左通禮任期屆滿即可陞堂上官，而右通禮則須先陞為左通禮，再經過一定的年資才能陞堂上官。

## 官職表
| 官位         | 原官銜       | 修改後之官銜 | 人數 |
| 正三品堂下官 | 判通禮門事   | 左通禮       | 一員 |
| 正三品堂下官 | 兼判通禮門事 | 右通禮       | 一員 |
| 從三品       | 知事         | 相禮         | 一員 |
| 正四品       | 副知事       | 奉禮         | 一員 |
| 正五品       | 判官         | 贊儀         | 一員 |
| 從六品       | 奉禮         | 引儀         | 八員 |